# Stenobothroides
Stenobothroides is een geslacht van rechtvleugeligen uit de familie veldsprinkhanen (Acrididae). De wetenschappelijke naam van dit geslacht is voor het eerst geldig gepubliceerd in 1996 door Xu & Zheng.

## Soorten
Het geslacht Stenobothroides  is monotypisch en omvat slechts de volgende soort:
- Stenobothroides xinjiangensis (Xu & Zheng, 1996)